# Quimera (botànica)

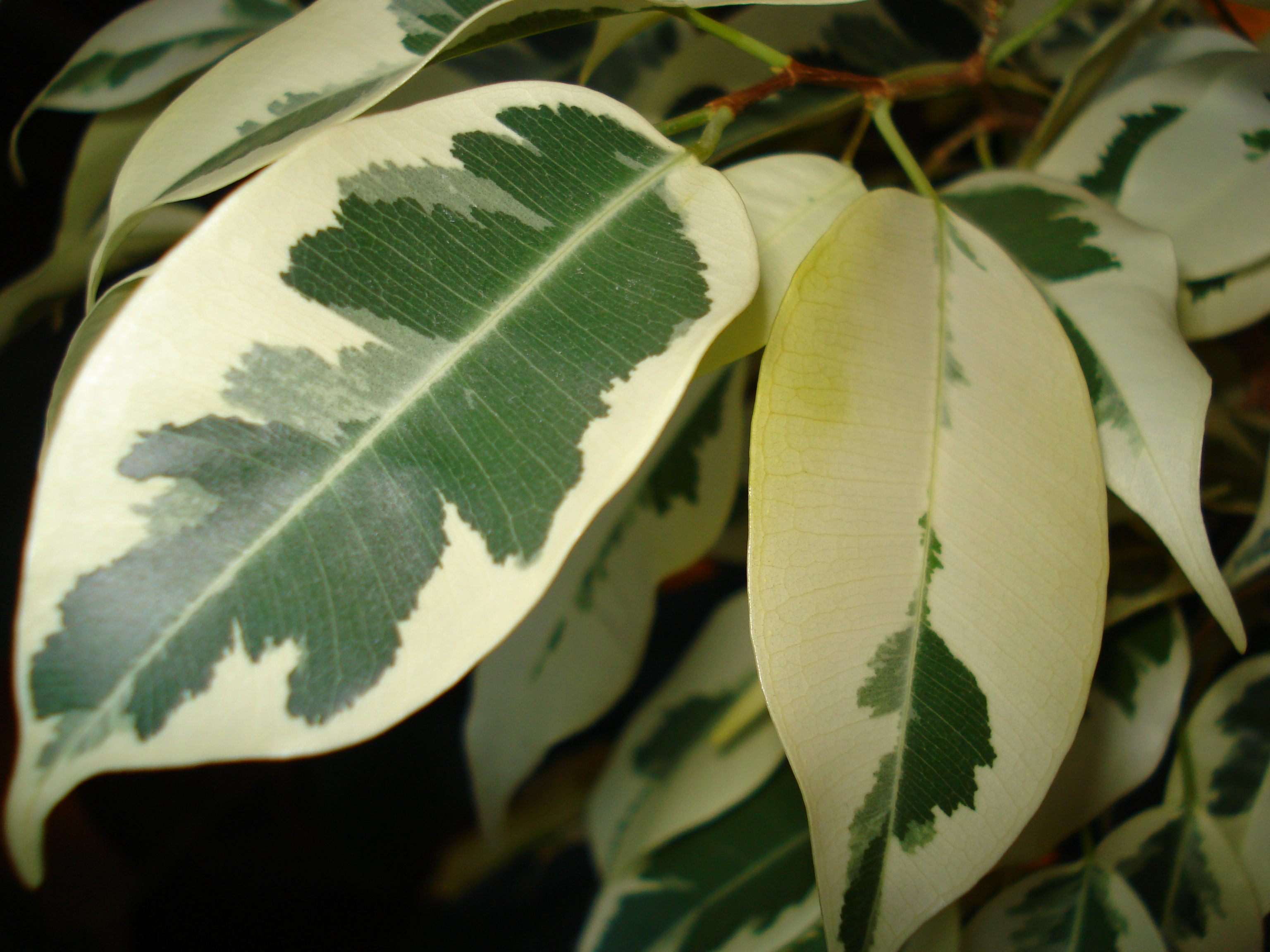
Ficus benjamina L. quimera variegada

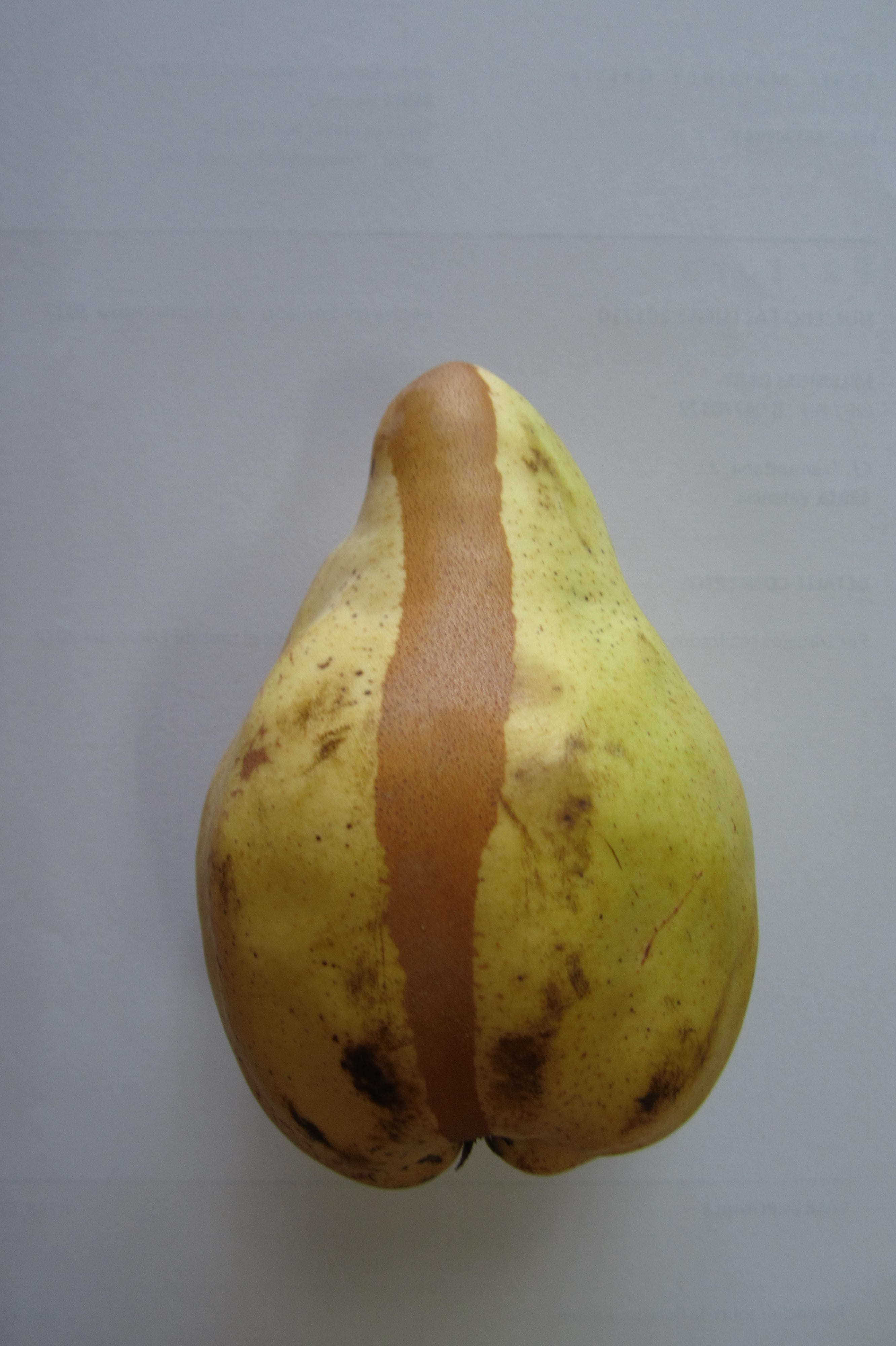
Quimera sobre pera.

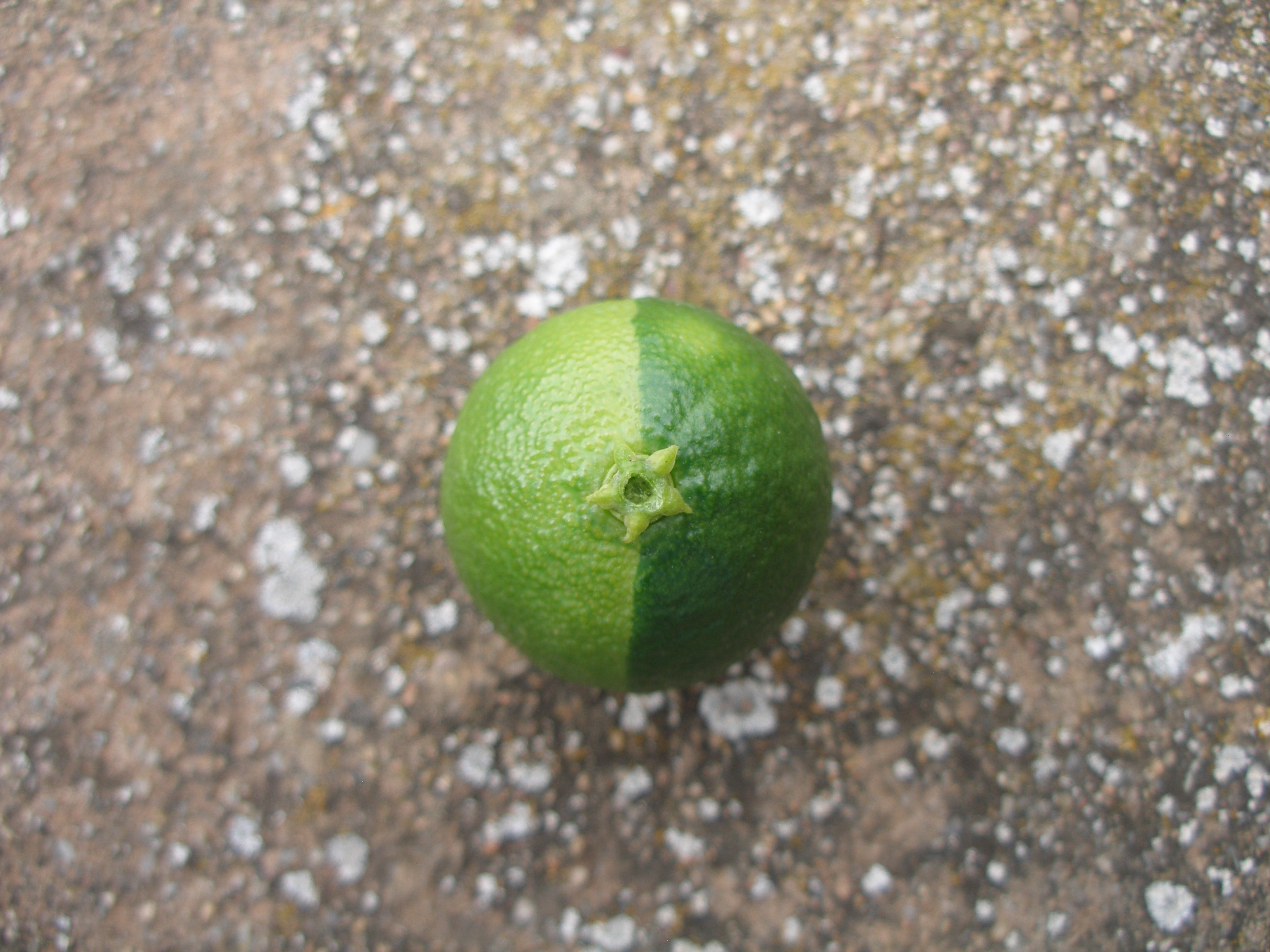
Quimera sobre cítric.

Quimera, en botànica, són normalment uns organismes simples compostos de dos o més tipus de teixits que són diferents genèticament. Això passa en plantes sota les mateixes bases del que succeeix en les quimeres animals. Tanmateix a diferència de les quimeres animals, ambdós tipus de teixits han de ser originats del mateix zigot, i la diferència sovint és deguda a la mutació durant la normal divisió cel·lular.

## Tipus de quimeres botàniques

### Plantes variegades
Les quimeres més ben conegudes són aquelles que han estat cultivades per la seva variegació. Generalment la diferència genètica és deguda a la mutació en el teixit meristemàtic d'una planta normal. En la majoria de les variegacions, la mutació involucrada és la pèrdua dels cloroplasts en el teixit mutat, per tant, la part del teixit de la planta no té pigments verds i no té capacitat fotosintètica. Aquest teixit mutat és incapaç de sobreviure per ell mateix però sí que ho pot fer unit a un altre organisme que sí que fa la fotosíntesi.

### Plantes sense espines
Un altre tipus de quimera valorat pels productors de plantes és el que es fa quan un teixit de la pell de la planta no pot produir espines.

### Quimeres d'empelt
En aquest cas estan involucrats els teixits genèticament diferents de cultivars o diferents espècies que fins i tot poden ser de diferents gèneres. Els teixits han de quedar fusionats després de l'empelt per formar un organisme únic.

## Propagació
Com les quimeres tenen més d'un tipus de material genètic, quan produeixen llavors aquestes corresponen al tipus de la quimera i cal reproduir-les vegetativament per esqueix o divisió.

## Etimologia
La paraula quimera fa referència a la monstruosa Quimera de la mitologia grega que era un ésser fet de parts d'animals diferents.